# Arkæoastronomi
Arkæoastronomi er det tværvidenskabelige studie af fortidens kulturers observationer af og forestillinger om himmelfænomener baseret på arkæologiske udgravninger, bygningsmonumenter og deres astronomiske betydning. 
I 1700-tallet blev britiske oldforskere opmærksomme på, at visse oldtidsanlæg tilsyneladende er orienteret efter de positioner i horisonten, hvor solen står op og går ned ved solhverv. Senere blev også månens og stjernernes positioner og bevægelser inddraget. Fra de første famlende teorier har der udviklet sig en selvstændig forskningsgren, arkæoastronomien, som undersøger astronomiens betydning i oldtiden. 
De ældste astronomiske observationer fandt  sted i det forhistoriske Europa, Ægypten, Mesopotamien, Oldtidens Grækenland og Italien. Den behandler også europæisk astronomi i de første tusind år i vores tidsregning, det islamske verdensbillede og den islamske videnskab. Læren om himmellegemet i Østasien, astronomiske forestillinger i Indonesien, Australien og Polynesien behandles ligeledes. Endvidere behandles Præcolumbiansk kosmologi hos mayakulturen, aztekererne og inkariget, stjernetydning hos Nordamerikas oprindelige befolkning og i dele af Afrika, himmelkuglen som den naturlige kalender og nattens kompas, stjernebilleder og deres navne samt stjernenes og tidsregningen på Island og hos inuiterne og samerne.
Arkæoastronomi har en del tilfælles med disciplinen etnoastronomi, som også studerer myter og den tidlige videnskab i forskellige kulturer. Her fokuseres der på astronomiens rolle i menneskenes handlinger i forskellige kulturer. 

## Steder af arkæoastronomisk betydning
- Nabta Playa, Nubiske Ørken, Egypten
- Det gamle Egyptens pyramider
- Newgrange, Knowth Irland
- Skibssætninger
- Arkaim, Rusland
- Ballochroy, Skotland
- Carnac-stenene, Frankrig
- Stonehenge, England
- Megalit monumenter som ligner mennesker eller hændelser
- Gosecks solcirkel, Tyskland
- Cahokia Mounds, Illinois
- Chichen Itza, Yucatan; El caracol, “observatorium”
- Monte Alban, Oaxaca
- Teotihuacan, Mexico
- Uxmal, Yucatán; Guvernøres Palads, en lang, lav bygning ovenpå en kæmpestor platform
- Xochicalco, Morelos, Mexico